# Pycreus setiformis
Pycreus setiformis är en halvgräsart som först beskrevs av Sergei Ivanovitsch Korshinsky, och fick sitt nu gällande namn av Takenoshin Nakai. Pycreus setiformis ingår i släktet Pycreus och familjen halvgräs. Inga underarter finns listade i Catalogue of Life.